# Kisigmánd, Komárom-Esztergom
Kisigmánd  este un sat în districtul Komárom, județul Komárom-Esztergom, Ungaria, având o populație de 527 de locuitori (2011). 

## Demografie
Componența etnică a satului Kisigmánd
     Maghiari (99,36%)
     Germani (0,64%)
Componența confesională a satului Kisigmánd
     Romano-catolici (37,95%)
     Reformați (27,13%)
     Fără religie (14,8%)
     Necunoscută (19,54%)
     Greco-catolici (0,57%)
     Alte religii (0,76%)
Conform recensământului din 2011, satul Kisigmánd avea 527 de locuitori. Din punct de vedere etnic, majoritatea locuitorilor (99,36%) erau maghiari. Nu există o religie majoritară, locuitorii fiind romano-catolici (37,95%), reformați (27,13%) și persoane fără religie (14,8%). Pentru 19,54% din locuitori nu este cunoscută apartenența confesională.